# Caro amore lontanissimo
Caro amore lontanissimo è un brano del cantante italiano Marco Mengoni, pubblicato il 25 dicembre 2022 su etichetta Epic Records, come colonna sonora del film Il colibrì diretto da Francesca Archibugi.
Nel 2023 il brano ha vinto il Nastro d'argento alla migliore canzone originale. Il brano è stato inserito nel formato fisico del settimo album in studio Materia (Pelle) del cantante.

## Descrizione
Il brano è stato scritto inizialmente nel 1973 da Sergio Endrigo, rimaneggiato da Riccardo Sinigallia con produzione di Giovanni Pallotti, sotto lo pseudonimo E.D.D.. Si tratta del secondo brano inedito di Endrigo pubblicato dopo la sua morte, avvenuta nel 2005, per volontà della figlia del cantautore Claudia Endrigo, dopo Momenti interpretato da Syria nel 2008. Gli arrangiamenti orchestrali sono di Rob Moose.

Il brano, inserito nella colonna sonora del film Il colibrì curata da Battista Lena, è stato raccontato da Mengoni nel suo significato e nel suo inserimento nel progetto cinematografico:

## Accoglienza
Recensendo l'album Materia (Pelle) per il Corriere della Sera, Giovanni Ferrari si è soffermato sulla canzone, definendola «la più sorprendente» del progetto, apprezzando la scrittura di Sergio Endrigo.

## Tracce
Testi e musiche di Sergio Endrigo, Riccardo Sinigallia e Giovanni Pallotti.
Download digitale
1. Caro amore lontanissimo – 4:26

## Riconoscimenti
- David di Donatello
  - 2023 – Candidatura alla migliore canzone originale[14]
- Nastro d'argento
  - 2023 – Migliore canzone originale[15]